# Ministerium für Jerusalemer Angelegenheiten
Der Minister für Jerusalemer Angelegenheiten (hebräisch שַׂר לעִנְיָינֵי יְרוּשָׁלַיִם) ist ein gelegentliches Portfolio im israelischen Kabinett.
Es wurde zuerst unter der 24. Regierung von Israel unter Jitzchak Schamir am 27. November 1990 mit Abraham Verdiger gegründet, der als Vizeminister tätig wurde, obwohl Awner-Chai Schaki seit 1988 als Minister ohne Geschäftsbereich für Jerusalemer Angelegenheiten zuständig gewesen war. Jedoch wurde der Posten vom Premierminister Jitzchak Rabin am 31. Dezember 1992 abgeschafft.
Es wurde 2001 unter Ariel Sharon neu gebildet. Seit 2005 wird diese Aufgabe vom Minister ohne Geschäftsbereich wahrgenommen.

## Liste der Minister
| Stellvertretender Minister     | Partei                   | Regierung | Amtsdauer                         | Premierminister    |
| ------------------------------ | ------------------------ | --------- | --------------------------------- | ------------------ |
| Awner-Chai Schaki              | Nationalreligiöse Partei | 23.       | 27. Dez. 1988 – 11. Juni 1990     | Jitzchak Schamir   |
| Jitzchak Schamir (zugleich PM) | Likud                    | 24.       | 27. Nov. 1990 – 13. Juli 1992     | Jitzchak Schamir   |
| Jitzchak Rabin (zugleich PM)   | Awoda                    | 25.       | 13. Juli 1992 – 31. Dez. 1992     | Jitzchak Rabin     |
|                                |                          |           |                                   |                    |
| Elijahu Suissa                 | Schas                    | 29.       | 7. März 2001 – 23. Mai 2002       | Ariel Scharon      |
| Elijahu Suissa                 | Schas                    | 29.       | 3. Juni 2002 – 28. Feb. 2003      | Ariel Scharon      |
| Natan Scharanski               | parteilos                | 30.       | 3. März 2003 – 4. Mai 2005        | Ariel Scharon      |
| Chaim Ramon                    | Awoda                    | 30.       | 10. Jan. 2005 – 23. Nov. 2005     | Ariel Scharon      |
| Jacob Edery                    | Kadima                   | 31.       | 4. Mai 2006 – 4. Juli 2007        | Ehud Olmert        |
|                                |                          |           |                                   |                    |
| Naftali Bennett                | HaBajit haJehudi         | 34.       | 14. Mai 2015 – 19. Mai 2015       | Benjamin Netanjahu |
| Ze'ev Elkin                    | Likud                    | 34.       | 1. Juni 2016 – 17. Mai 2020       | Benjamin Netanjahu |
| Rafi Peretz                    | HaBajit haJehudi         | 35.       | 17. Mai 2020 – 13. Juni 2021      | Benjamin Netanjahu |
| Ze’ev Elkin                    | Tikwa Chadascha          | 36.       | 13. Juni 2021 – 29. Dezember 2022 | Naftali Bennett    |
| Meir Porusch                   | Agudat Jisra’el          | 37.       | 29. Dezember 2022 – amtierend     | Benjamin Netanjahu |

## Stellvertretende Minister
| Stellvertretender Minister | Partei          | Regierung | Amtsdauer                     |
| -------------------------- | --------------- | --------- | ----------------------------- |
| Abraham Verdiger           | Agudat Jisra’el | 24.       | 27. Nov. 1990 – 13. Juli 1992 |